# Tschechische Badmintonmeisterschaft 2014
Die Tschechische Badmintonmeisterschaft 2014 fand vom 31. Januar bis zum 2. Februar 2014 in Most statt.

## Medaillengewinner
| Disziplin    | Gold                         | Silber                           | Bronze                              |
| ------------ | ---------------------------- | -------------------------------- | ----------------------------------- |
| Herreneinzel | Petr Koukal                  | Jakub Bitman                     | Lukáš Zevl                          |
| Herreneinzel | Petr Koukal                  | Jakub Bitman                     | Jan Fröhlich                        |
| Dameneinzel  | Kristína Gavnholt            | Lucie Černá                      | Kateřina Tomalová                   |
| Dameneinzel  | Kristína Gavnholt            | Lucie Černá                      | Zuzana Pavelková                    |
| Herrendoppel | Pavel Florián Ondřej Kopřiva | Petr Hošek Marek Teller          | Stanislav Kohoutek Michal Světnička |
| Herrendoppel | Pavel Florián Ondřej Kopřiva | Petr Hošek Marek Teller          | Pavel Drančák Jaromír Janáček       |
| Damendoppel  | Lucie Černá Hana Milisová    | Monika Erbenová Martina Vacková  | Magdaléna Lajdová Denisa Šikalová   |
| Damendoppel  | Lucie Černá Hana Milisová    | Monika Erbenová Martina Vacková  | Lucie Pilařová Petra Pilařová       |
| Mixed        | Jakub Bitman Alžběta Bášová  | Stanislav Kohoutek Hana Milisová | Daniel Skrčený Monika Erbenová      |
| Mixed        | Jakub Bitman Alžběta Bášová  | Stanislav Kohoutek Hana Milisová | Pavel Drančák Magdaléna Lajdová     |